# Французов Михайло Михайлович
Миха́йло Миха́йлович Францу́зов (21 листопада 1956, Львів — 5 грудня 2024, Львів) — український фотохудожник, кінооператор.

## Життєпис
Михайло Французов народився 21 листопада 1956 року у Львові.
1979 року закінчив архітектурний факультет Львівського політехнічного інституту (навчався разом з Андрієм Сагайдаковським та Сергієм Братковським), а згодом здобув фах оператора на факультеті кіно Київського національного інституту театрального мистецтва імені Івана Карпенка-Карого. У 1990-х роках працював з польським режисером Кшиштофом Зануссі.
Працював у Львівській політехніці та Київському національному університеті культури і мистецтв.
Помер 5 грудня 2024 року у Львові. Похований на 81 полі Голосківського цвинтаря.

## Творчість
Від батька Михайла перейняв усі технічні особливості фотографії. З 1975 року — учасник клубу «Семафор» при Будинку культури залізничників «Рокс». Потім заснував групу фотографів-любителів «Вежа», з якої 1984 року був відсторонений представниками влади.
Разом з іншими він творчо формувався в колі графіка Олександра Аксініна. З кінця 1980-х до початку 1990-х Михайло Французов документував події Львова. Роботи зберігаються в Міському медіаархіві Центру міської історії.

## Виставки

### Персональні виставки
- Початок 90-х. Персональна виставка. Львів, Вірменський дворик

- 2013 — Дигітальний погляд, Мистецька галерея Гері Боумена, Львів[4]
- 2016 Ювілейна виставка «Вежа» до 60-річчя її засновника, Михайла Французова у приміщенні Порохової Вежі (місце створення одноіменної фото групи)
- 2017 — Анілінова реальність, Мистецька галерея Гері Боумена, Львів[1]
- 2017 — Indigоterra, Галерея Art 14, Київ[5]
- 2023 «Крафтова реальність», Культурно мистецький центр Дзиґа, Львів

### Колективні виставки
- Виставка сучасного мистецтва у 1987 «Запрошення до дискусії», костел Марії Сніжної (музей фотографії), Львів

- 2015 — Виставка 100+1, Мистецька галерея Гері Боумена
- 2017 — Львів: СОЮЗники, Національний художній музей України, Київ
- 2019 — Виставка Михайла Французова і Галини Жегульської, Мистецька галерея Гері Боумена
- 2022 Групова виставка «ACOSS BORDERS AND BOUNDARIES», Цюрих, Швейцарія